# Telephanus nodicornis
Telephanus nodicornis là một loài bọ cánh cứng trong họ Silvanidae. Loài này được Nevermannn miêu tả khoa học năm 1932.